# Абу-ль-Аббас (слон)

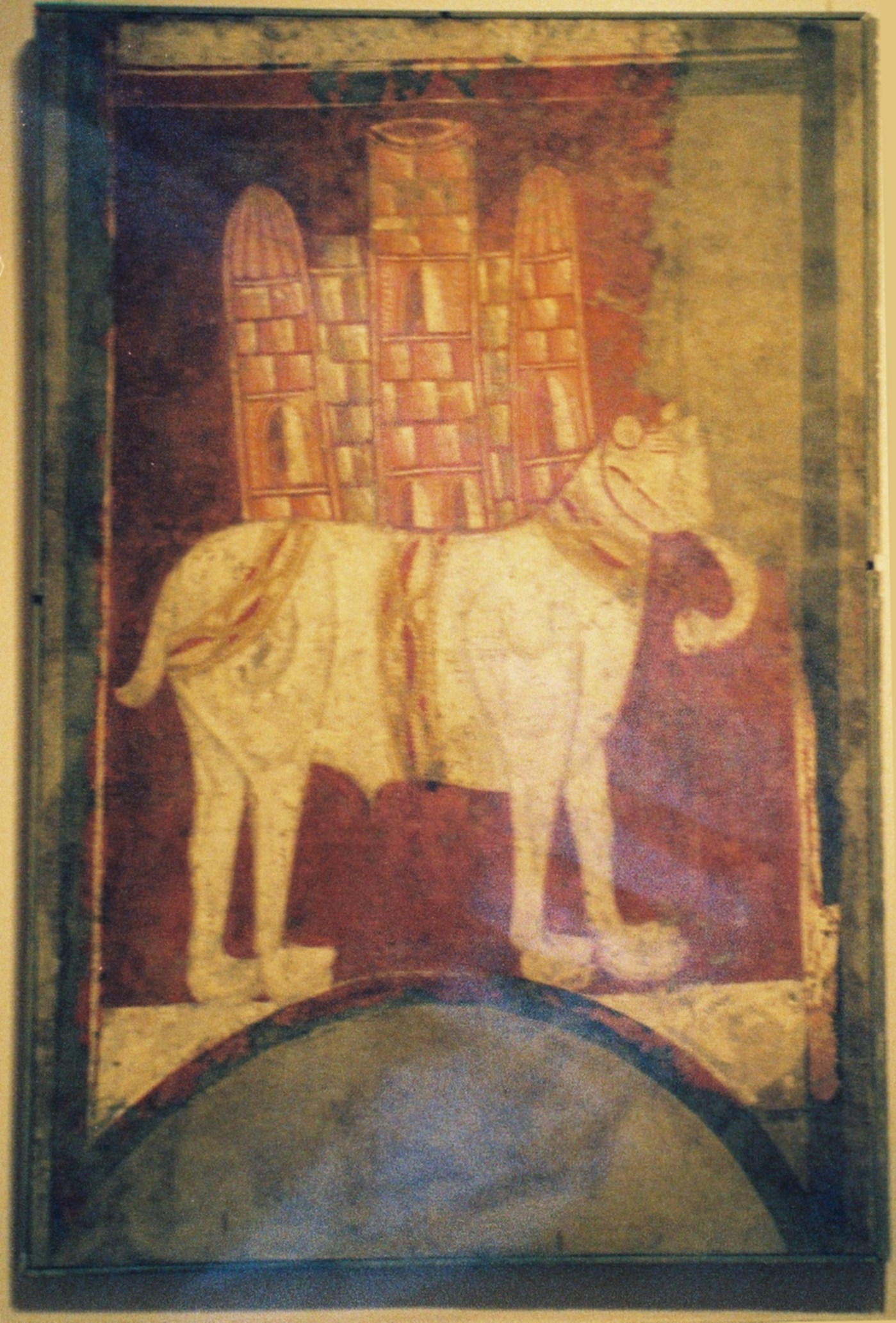
Белый боевой слон на испанской картине XI века

Абу́ль-Абба́с (лат. Abul Abaz, также Abulabaz от араб. أبو العباس‎ — букв. «отец Аббаса») — слон (скорее всего, африканский), подаренный Карлу Великому багдадским халифом Харуном ар-Рашидом. Имя слона и записи о событиях из его жизни в империи Каролингов сохранились в Annales regni Francorum (ARF; «Анналы королевства франков»); «Жизнь Карла Великого» (Vita Karoli Magni) Эйнхарда также содержит упоминания о слоне. Тем не менее в источниках Аббасидов не найдено никаких упоминаний ни о таком подарке, ни вообще о каком-либо контакте с Карлом Великим — возможно, по той причине, что Харун ар-Рашид считал властителя франков неким малозначимым правителем.